# Rhizopus
Rhizopus és un gènere de fongs de l'ordre dels mucorals (Mucorales) que inclou espècies cosmopolites de floridures d'aspecte filamentosos que es troben al sòl, degradant els fruits i vegetals, excrements animals i residus.
Les espècies de  Rhizopus  produeixen espores asexuals i sexuals. Les esporangiospores asexuals es produeixen dins d'una estructura agusada, l'esporangi, i són genèticament idèntiques al seu pare. A  Rhizopus , l'esporangi és suportat per una gran columel·la apofisada, i el esporangiòfor treu el cap entre rizòpodes distintius. Zigòspores negres es produeixen després de dues fusions compatibles de micelis durant la reproducció sexual i fan colònies que poden ser genèticament diferents dels seus pares.
Algunes espècies de  Rizopus  són agents oportunistes de zigomicosi humana. Poden causar serioses (i sovint mortals) infeccions en humans i en animals a causa del seu ràpid creixement a relativament altes temperatures. Algunes espècies són patògens vegetals.
Dos espècies són usats en fermentació:  Rhizopus oligosporus , en la producció de tempeh, un aliment fermentat derivat de gra de soja, i  R. oryzae  s'usa en la producció de begudes alcohòliques, en parts d'Àsia i d'Àfrica.

## Taxonomia
Aquest gènere inclou almenys 12 espècies.

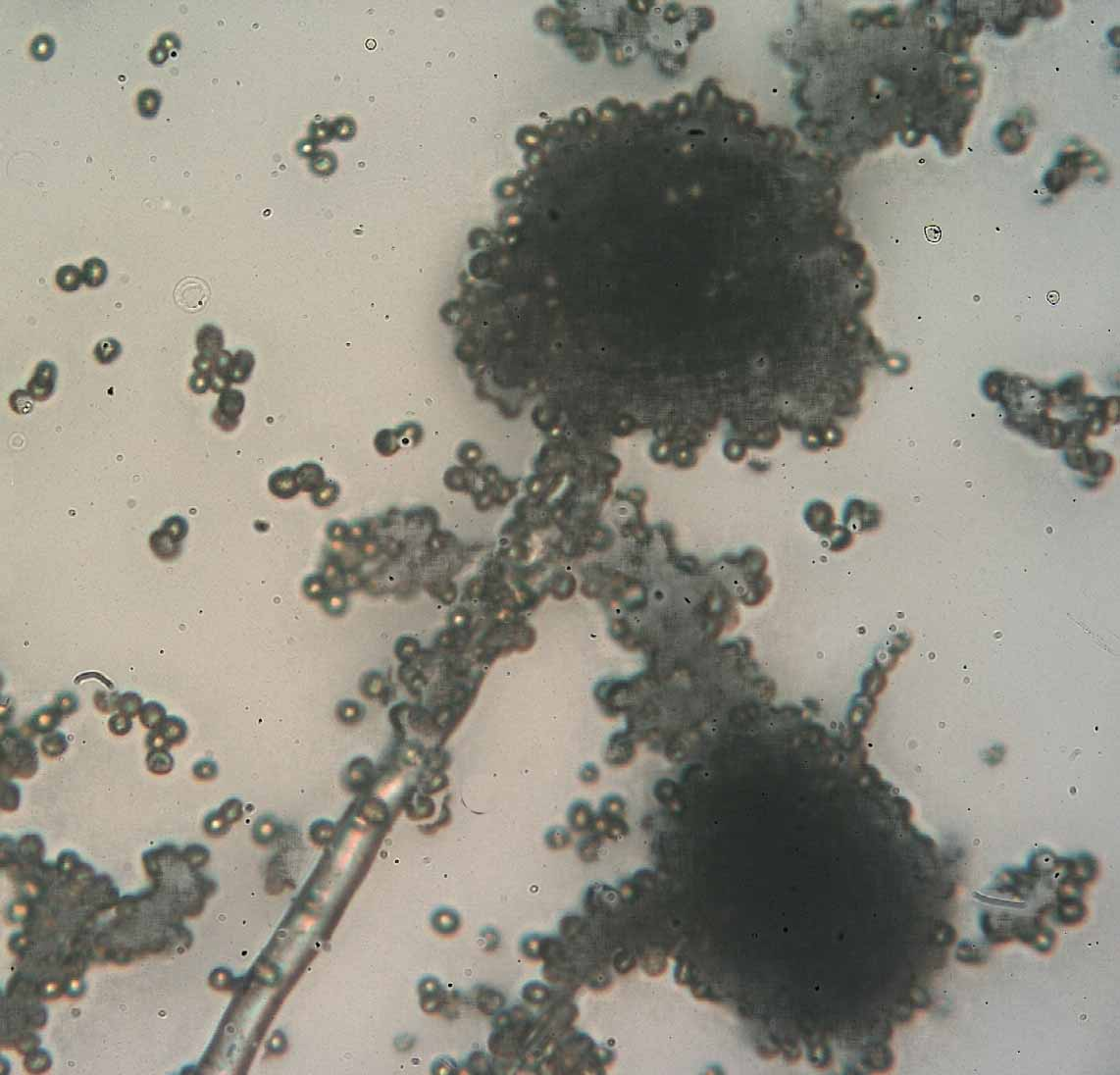
ampliació de Rhizopus 400x

- R. microsporus var. oligosporus - s'utilitza per fabricar tempeh, un aliment fermentat derivat de la soja.
- R. oryzae - s'utilitza en la producció de begudes alcohòliques a algunes parts d'Àsia i Àfrica.
- Rhizopus stolonifer  causa podridures de fruites, en maduixes, tomàquets i moniato i s'utilitza en la producció comercial de àcid fumàric i cortisona.
- Rhizopus caespitosus
- Rhizopus delemari
- Rhizopus homothallicus
- Rhizopus reflexus
- Rhizopus schipperae

Diverses espècies, inclosa la  R. stolonifer , poden provocar que la  putrefacció suau en moniatos i Narcís .